# National Lampoon's Bag Boy
National Lampoon's Bag Boy es una película de 2007 del género de comedia dirigida por Mort Nathan, protagonizada por Dennis Farina, Paul Campbell y Marika Dominczyk. La trama involucra a un adolescente que entra en el competitivo mundo de la tienda comestibles.

## Reparto
- Dennis Farina es Marty Engstrom.
- Paul Campbell es Phil Piedmonstein.
- Marika Dominczyk es Bambi Strasinsky.
- Josh Dean es Freddy.
- Robert Hoffman es Clyde 'Windmill' Wynorski.
- Nick Lashaway es Ace.
- Wesley Jonathan es Alonzo Ford.
- Bruce Altman es Norman.
- Lisa Darr es Laurie.
- Larry Miller es Pike.
- Richard Kind es Dave Weiner.
- Rob Moran es Ralph Riley.
- Jeanette Puhich es Beehive Hair Woman.
- Erin Hiatt es Scantily Clad Girl.
- Carlos Lacamara es Julio.
- Carly Craig es La chica en el museo.
- Michael O'Connell es Cart Wrangler.
- Brooke Shields es Mrs. Hart